# Kiryat Shmona
Kiryat Shmona (in ebraico קריית שמונה‎?, letteralmente "città degli otto")  è una città di Israele situata nella valle di Hula, alle pendici del monte Hermon, nel distretto Settentrionale. Il nome è un omaggio alle otto persone (tra cui Iosif Trumpeldor) cadute il 1º marzo 1920 durante un attacco arabo contro la vicina Tel Hai.

## Storia
Kiryat Shmona fu fondata nel 1950, in luogo del preesistente villaggio arabo di al-Khalisa (i cui abitanti avevano abbandonato la zona a seguito della guerra arabo-israeliana del 1948), come ma'abara, cioè come campo di accoglienza provvisorio per ebrei appena immigrati in Israele. In breve molti dei nuovi arrivati si stabilirono qui, per lo più avviando fattorie, tanto che il centro fu elevato allo status di ayarat pitu'ah (città di sviluppo).
In effetti, negli anni a seguire Kiryat Shmona si è sensibilmente ingrandita, anche se le condizioni di vita degli abitanti non sono mai state facili. Già nel 1974 la città fu teatro di un sanguinoso attacco, noto come "massacro di Kiryat Shmona": l'11 aprile di quell'anno tre terroristi, appartenenti al Fronte Popolare per la Liberazione della Palestina, penetrati dal vicino confine con il Libano, fecero irruzione in un condominio, uccidendo tutti i diciotto residenti (inclusi nove bambini). L'episodio sarebbe stato poi tra gli antefatti della prima invasione israeliana del Libano nel 1978.
Negli anni a seguire Kiryat Shmona è stata oggetto di ripetuti attacchi terroristici, compiuti pressoché quotidianamente a mezzo di razzi Katjuša, sparati dal vicino confine libanese, prima da parte dell'OLP e poi da parte di Hezbollah. Nel 2000, dopo il ritiro delle forze di difesa israeliane (IDF) dal sud del Libano, la situazione sembrava essersi in parte normalizzata. Invece nel 2006, durante la seconda guerra del Libano, Kiryat Shmona fu nuovamente bersaglio di migliaia di razzi Katyusha: tra la metà di luglio e quella di agosto furono contati oltre 4000 razzi sparati da Hezbollah, che provocarono la fuga di quasi la metà della popolazione locale.

## Società
Secondo l'Istituto centrale israeliano di statistica, la popolazione di Kiryat Shmona è in grandissima maggioranza ebraica (97,9%), per lo più di originaria del Maghreb e del Medio Oriente. Un terzo della popolazione risulta di età inferiore ai 19 anni e in generale più del 70% degli abitanti ha meno di 44 anni. La città ospita un centinaio di famiglie libanesi, giunte nel 2000 in seguito al collasso dell'Esercito del Libano del Sud.

## Economia
La giovane età media degli abitanti rende Kiryat Shmona una città economicamente molto dinamica. A fianco di un'agricoltura fiorente, si sono sviluppate soprattutto industrie per la produzione di apparecchiature elettroniche e tecnologiche: tra esse svetta la Meytav, il maggiore incubatore per l'alta tecnologia di Israele, che ha sede proprio a Kiryat Shmona.

## Sport
Dal 2000 Kiryat Shmona ha una propria società calcistica, l'Ironi Kiryat Shmona, di proprietà dell'affarista Izzy Sheratzky. Nella stagione 2006-2007 la squadra ha militato per la prima volta in Ligat ha'Al, la massima serie del campionato di calcio israeliano. Nel campionato 2011-2012 l'Ironi ha vinto il suo primo titolo nazionale.

## Amministrazione

### Gemellaggi

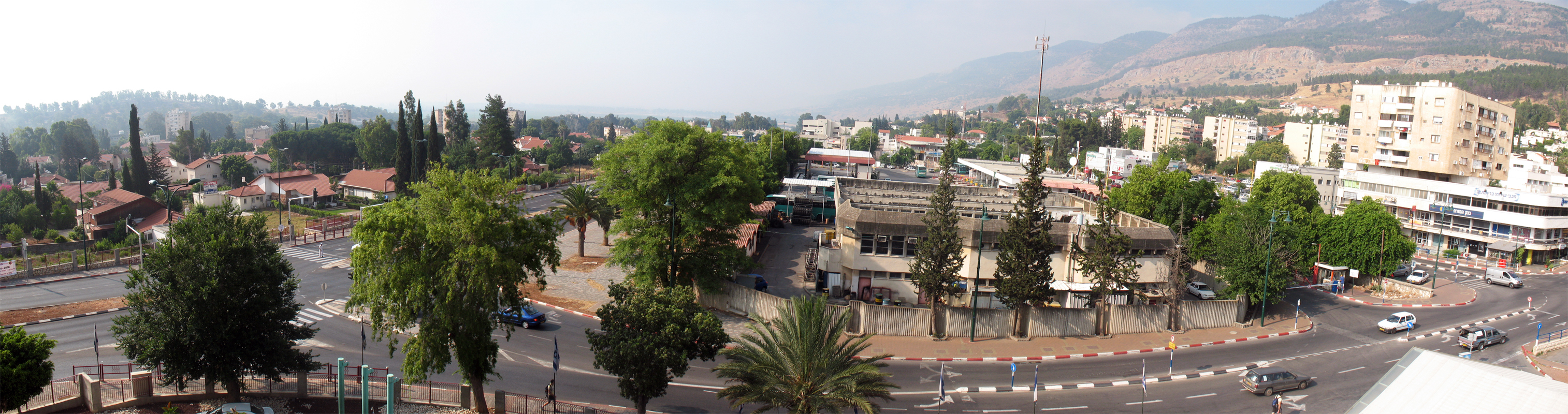
Panorama della città

- Nancy

## Galleria d'immagini

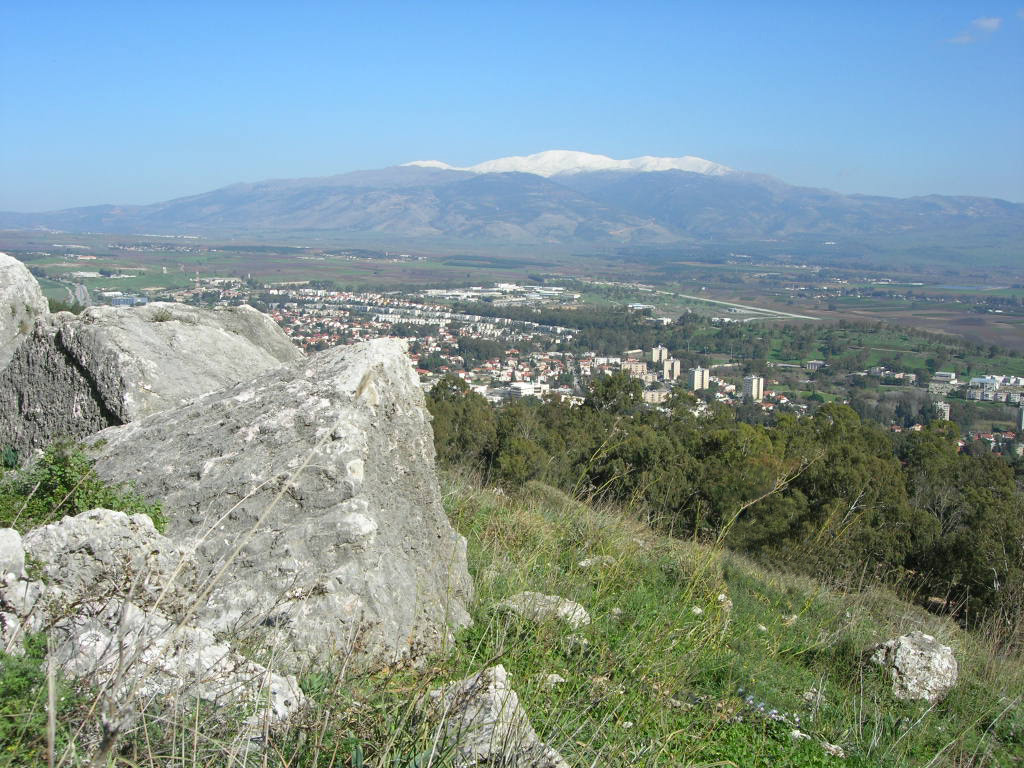
Panorama di Kiryat Shoma. Sullo sfondo il monte Hermon.
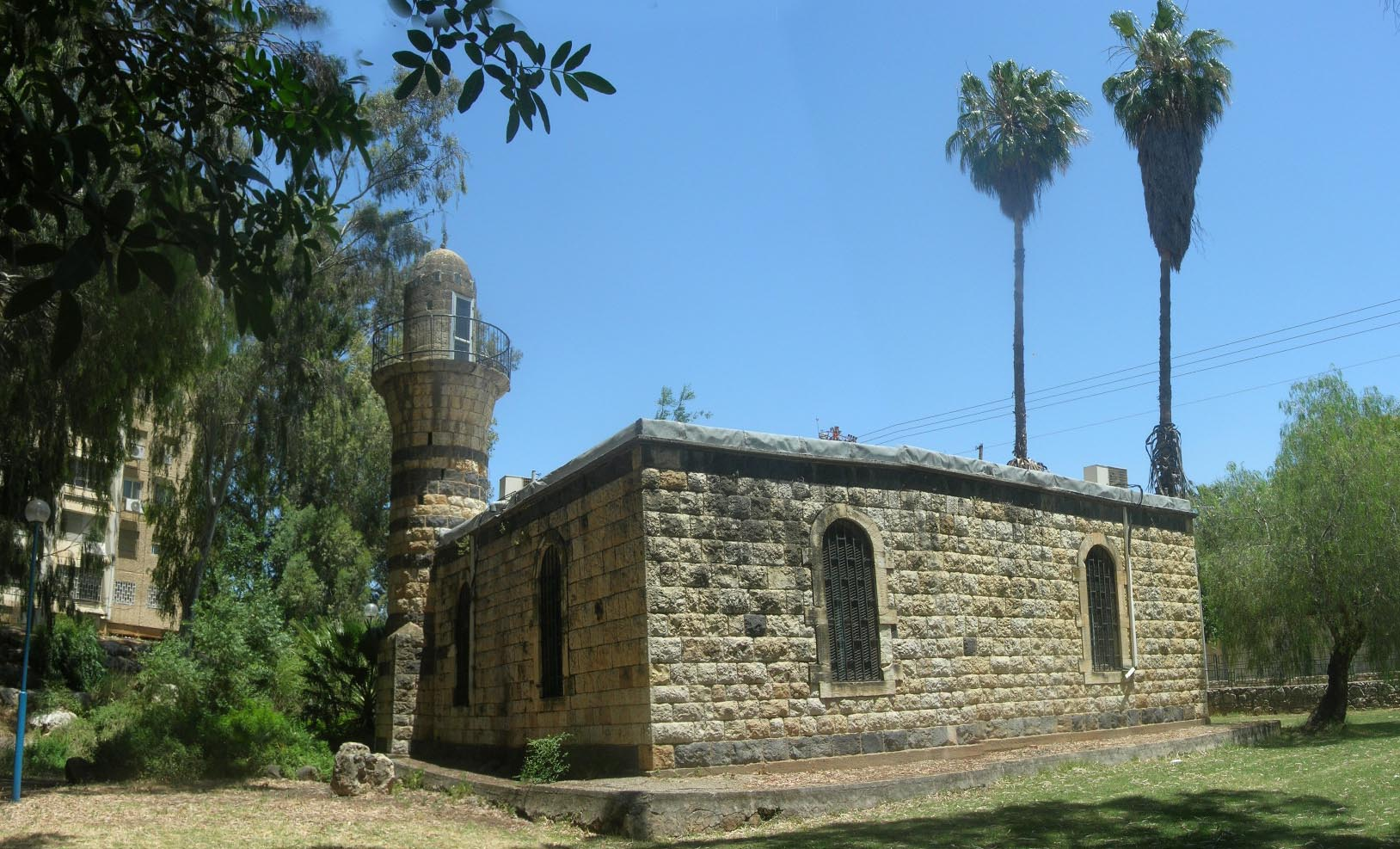
L'ex-moschea di Al-Khalisa, oggi Museo della storia di Kiryat Shmona.
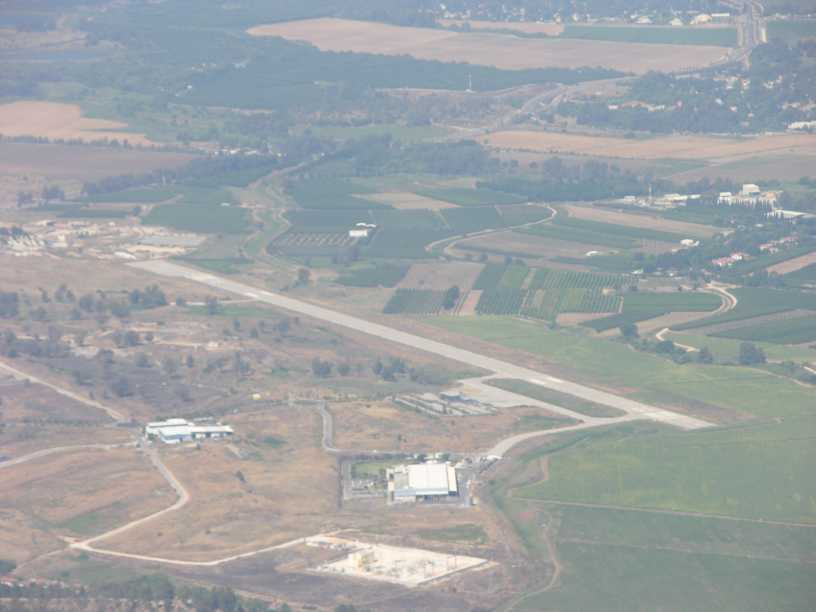
Vista dell'aeroporto cittadino.
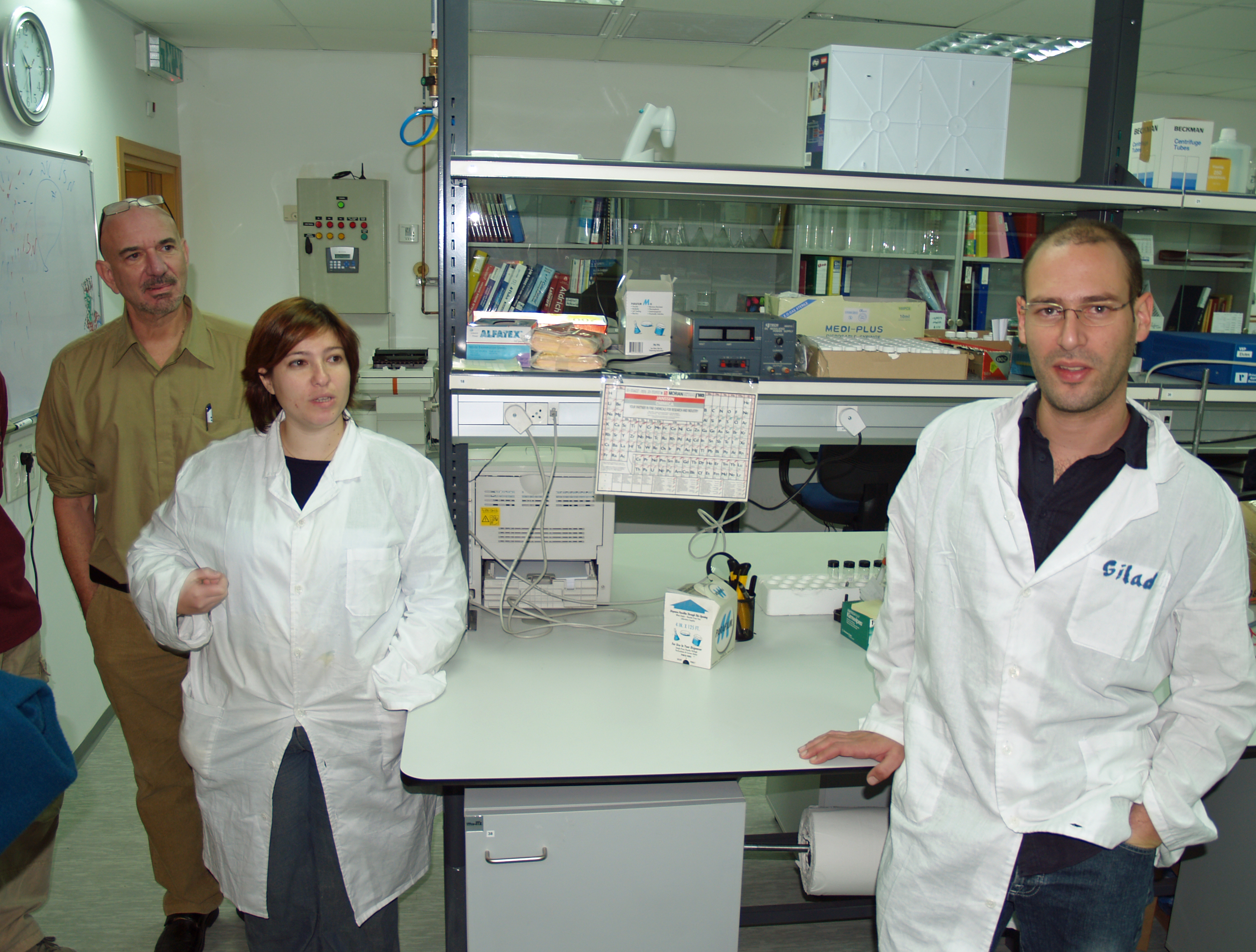
Ricercatori in un laboratorio della Meytav